# Беннетт-билдинг (Нью-Йорк)
Бе́ннетт-билдинг (англ. Bennett Building) — 11-этажное здание, достопримечательность Финансового квартала Нижнего Манхэттена, Нью-Йорк. Здание расположено по адресу Нассо-стрит, 93-99, и занимает весь квартал от Фултон-стрит до Энн-стрит. Фасады выходят на все три улицы, поэтому у здания три адреса: Нассо-стрит, 93-99, Фултон-стрит, 139 и Энн-стрит, 30. Отличительной особенностью здания является полностью чугунный фасад. Беннетт-билдинг — самое высокое здание в мире с полностью чугунным фасадом.

## История
В здании имеется десять этажей и пентхаус. Изначально в нём было семь этажей.
Беннетт-билдинг был построен по заказу Джеймса Гордона Беннетта-младший, издателем газеты New York Herald. Архитектором выступил Артур Д. Гилмен, и здание — его единственная сохранившаяся постройка на Манхэттене. Здание построено в стиле Второй империи (стиле Наполена III) в 1872—1873 годах и было изначально шестиэтажным. Затем мансардная крыша была демонтирована, а в 1890—1892 годах Джеймс Фарнсуорт добавил три этажа и пентхаус для нового владельца здания, Джона Пети. В 1894 году Фарнсуорт добавил пристройку со стороны Энн-стрит, следуя дизайну Гилмена.
21 ноября 1995 года Комиссия по сохранению достопримечательностей Нью-Йорка включила здание в реестр достопримечательностей.

### Исторический маркер
В 1916 году Историческое общество Мейден-лейн установило на здании табличку с надписью: 
Nassau Street

Known originally as

«The Street that Runs by the Pye Woman»

And was named in honor of

The House of Nassau

Whose head at the time was

William the Third

King of England

And sometime Stadtholder of the Dutch Republic

Nassau Street became identified with

The jewelry trade

More than half a century ago.

## Планировка здания
Вертикальная планировка здания включает:
- Цокольный этаж (фактически на уровне улицы, выглядит как первый этаж) с чугунным фасадом и колоннами, в основном скрытыми новыми отделочными материалами.
- Шесть первоначальных этажей с детальным чугунным фасадом, которые изначально завершались мансардной крышей. Первоначальные входы в здание вели на лестничный пролёт на «первом» этаже, который со стороны выглядит как второй этаж. Первый этаж отличается от остальных пяти этажей более широкими и не «утопленными» оконными проемами.
- Три дополнительных верхних этажа аналогичного дизайна (1890—1892).
- Двухэтажный пентхаус кирпичной кладки (один полноценный этаж и второй этаж ниже), не видный со стороны улицы.
- Вторую пристройку (со стороны Энн-стрит); была изначально сооружена на всю высоту здания, включая пентхаус.